# Bataille d'Abárzuza
 (novembre 2022).
Si vous disposez d'ouvrages ou d'articles de référence ou si vous connaissez des sites web de qualité traitant du thème abordé ici, merci de compléter l'article en donnant les références utiles à sa vérifiabilité et en les liant à la section « Notes et références ».
Troisième guerre carliste
La bataille d'Abárzuza ou bataille de Monte Muro est un affrontement entre les troupes gouvernementales et les carlistes lors de la troisième guerre carliste. Les premiers sont dirigés par le général Manuel Gutiérrez de la Concha, tandis que les seconds ont à leur tête les généraux Antonio Dorregaray (es) et Torcuato Mendiry (es). 
La bataille constitue la plus grande victoire du camp carliste lors du conflit et marque l'apogée de ce dernier. L'issue de la bataille est désastreuse pour le gouvernement républicain, en dépit de troupes deux fois plus nombreuses. Le général Gutiérrez de la Concha — l'un des plus importants militaires espagnols du XIXe siècle — y est mortellement blessé.

## La bataille

### Contexte
En 1873, les troupes carlistes parviennent à causer de graves ravages à l'Espagne. Ils tentent alors de prendre Bilbao, mais après deux mois de siège, ils sont contraints d'abandonner la ville. Dans le même temps, le gouvernement espagnol décide de lancer une offensive décisive pour s'emparer d'Estella, capitale symbolique pour les carlistes. 50 000 hommes sont envoyés sous le commandement du général Manuel Gutiérrez de la Concha. Ils rencontrent l'armée carliste à Abárzuza, près d'Estella.

### Déroulement
Le 25 juin, les troupes gouvernementales traversent la rivière Ega, et s'emparent de Villatuerta sans difficulté. Finalement, les carlistes résistent avec vaillance, et cumulé avec la pluie et les problèmes de ravitaillement (les soldats n'ont reçu qu'un sixième de leurs vivres en raison des routes coupées par les intempéries), l'armée gouvernementale piétine. Elle doit s'emparer du mont Muro pour prendre Estella. Cette colline est fortement défendue. 
Le 27 juin, à quatre heures de l'après-midi, l'armée gouvernementale lance l'attaque, malgré l'épuisement et la démoralisation des soldats. Ils sont repoussés sans être parvenus à gravir l'éminence. Le général commandant les troupes carlistes, Antonio Dorregaray (es), choisit alors de lancer une contre-attaque. Le général de la Concha, comprenant que la bataille est perdue, se lance alors lui-même dans les combats avec les troupes de réserves. Il n'arrive pas à briser les rangs carlistes et se prépare à la retraite. C'est alors qu'il est mortellement touché par un coup de feu. 

### Conséquences
Les conséquences de la bataille sont assez graves pour le gouvernement républicain. En plus de la perte de Manuel Gutiérrez de la Concha, l'armée est en déroute et la route vers Madrid est ouverte. Néanmoins, les généraux carlistes tergiversent et ne lancent pas d'attaque. La guerre est d'ailleurs finalement remportée par le gouvernement.